# Elatostema jingxiense
Elatostema jingxiense es una especie de planta del género Elatostema, perteneciente a la familia Urticaceae.

## Taxonomía
Elatostema jingxiense fue descrita por Wen Tsai Wang y Y. G. Wei en 2013.

## Distribución
Se encuentra en el territorio sudeste de China.